# Epidemas cinerea
Epidemas cinerea là một loài bướm đêm trong họ Noctuidae.